# سریویتز
شهر سریویتز در ایالت مکلنبورگ-فورپومرن در کشور آلمان واقع شده است.